# TBWA Worldwide

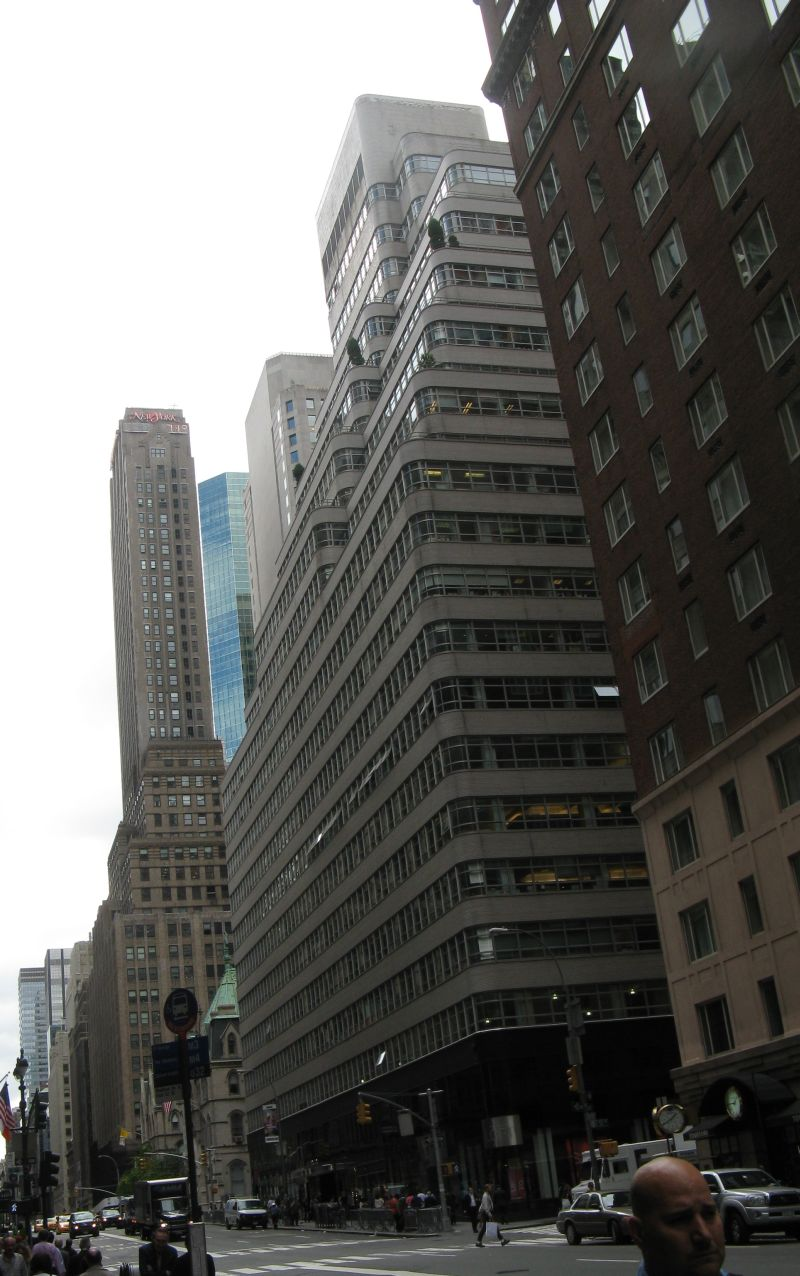
메디슨 가에 있는 TBWA Worldwide 본사 건물

TBWA Worldwide는 미국 뉴욕에 본사를 둔 국제 광고회사이다.

## 대한민국과의 관계
1998년 12월 SK그룹의 태광멀티애드를 인수하여 TBWA \ KOREA를 설립했다.

## 주요 광고
TBWA가 제작한 대표적인 광고로는 SK텔레콤(SPEED 011, TTL, T), SK텔레텍(SKY It's different, MUST HAVE_) 애플코리아, 대림산업(진심이 짓는다), 현대카드(알파벳 마케팅)가 있다.